# Habitatge al carrer Principal, 3 (Calafell)
L'habitatge al Carrer Principal, 3 és un habitatge al centre de Calafell (Baix Penedès) protegit com a bé cultural d'interès local.
Es tracta d'un edifici de planta trapezoïdal, d'una sola crugia, de planta baixa i una planta pis, que es va construir aprofitant la roca natural del turó del castell. Està cobert amb un terrat, que no és original. A la façana hi ha un portal d'arc escarser fet amb peces de maó vist. Al costat dret hi ha una finestra, també d'arc escarser. En aquest cas, però els brancals estan amagats sota l'arrebossat de la façana. A la planta alta hi ha dues finestres. A la part superior de la façana hi ha una tortugada al damunt una barana feta de peces de terrissa. Fixats a la façana hi ha una telera, un fanal i cables elèctrics. A l'interior de la casa hi ha un cup excavat al subsòl. El sostre de la planta baixa s'encasta a la roca natural, la qual és a la vista. El sistema constructiu és de tipus tradicional amb murs de càrrega de maçoneria unida amb argamassa i sostres unidireccionals amb bigues de fusta amb entrebigat ceràmic. L'escala és de volta ceràmica a la planta baixa i de fusta a la planta alta. Les obertures són de maó massís.